# Reitwein
Reitwein es un municipio situado en el distrito de Märkisch-Oderland, en el estado federado de Brandeburgo, Alemania. Tiene una población estimada, a fines de marzo de 2024, de 485 habitantes.
Está integrado a la mancomunidad de municipios (en alemán, amt) de Lebus.

## Demografía
| Año  | Habitantes |
| ---- | ---------- |
| 1875 | 957        |
| 1890 | 1 006      |
| 1910 | 831        |
| 1925 | 909        |
| 1933 | 857        |
| 1939 | 835        |
| 1946 | 859        |
| 1950 | 1 100      |
| 1964 | 788        |
| 1971 | 775        |

| Año  | Habitantes |
| ---- | ---------- |
| 1981 | 577        |
| 1985 | 525        |
| 1989 | 507        |
| 1990 | 509        |
| 1991 | 501        |
| 1992 | 497        |
| 1993 | 499        |
| 1994 | 484        |
| 1995 | 475        |
| 1996 | 493        |

| Año  | Habitantes |
| ---- | ---------- |
| 1997 | 517        |
| 1998 | 535        |
| 1999 | 535        |
| 2000 | 534        |
| 2001 | 544        |
| 2002 | 545        |
| 2003 | 538        |
| 2004 | 526        |
| 2005 | 535        |
| 2006 | 530        |

| Año  | Habitantes |
| ---- | ---------- |
| 2007 | 505        |
| 2008 | 489        |
| 2009 | 491        |
| 2010 | 503        |
| 2011 | 482        |
| 2012 | 477        |
| 2024 | 485        |